# Gertrude Liebhart
Gertrude Liebhart (26 de octubre de 1928-27 de noviembre de 2008) fue una deportista austríaca que compitió en piragüismo en la modalidad de aguas tranquilas.
Participó en los Juegos Olímpicos de Helsinki 1952, obteniendo una medalla de plata en la prueba de K1 500 m. Ganó dos medallas en el Campeonato Mundial de Piragüismo en los años 1948 y 1950.

## Palmarés internacional
| Juegos Olímpicos   | Juegos Olímpicos       | Juegos Olímpicos  | Juegos Olímpicos |
| Año                | Lugar                  | Medalla           | Evento           |
| ------------------ | ---------------------- | ----------------- | ---------------- |
| 1952               | Helsinki (Finlandia)   | Medalla de plata  | K1 500           |
| Campeonato Mundial |                        |                   |                  |
| Año                | Lugar                  | Medalla           | Evento           |
| 1948               | Londres (Reino Unido)  | Medalla de bronce | K2 500 m         |
| 1950               | Copenhague (Dinamarca) | Medalla de plata  | K2 500 m         |